# Soham
Soham este un oraș în comitatul Cambridgeshire, regiunea East, Anglia. Orașul se află în districtul East Cambridgeshire.